# Gregorius II van Tusculum

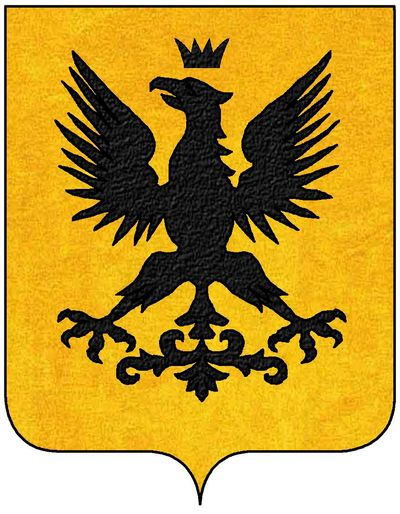
Wapenschild van het graafschap Tusculum

Gregorius II van Tusculum (circa 1044 - circa 1058) was graaf van Tusculum in Latium en graaf van het pauselijk paleis van Lateranen. Het grafelijk Huis van Tusculum had een belangrijke positie in het leveren, laten verkiezen en beschermen van pausen. Zijn vader was Alberik III van Tusculum, graaf van Tusculum, en zijn moeder Ermelina. Gregorius II bezat enkele forten in en buiten Rome. Zoals zijn vader was hij patriciër van Rome, senator, consul en noemde hij zich hertog van Rome.
Gregorius II kwam gewapenderhand zijn broer paus Benedictus IX ter hulp, met name in 1044 toen diens pauselijke troon andermaal wankelde. Na de dood van paus Stefanus IX (X) in 1058 verkozen kardinalen in Rome Johannes, een verwante van Gregorius II, tot paus; deze Johannes werd later bekend als tegenpaus Benedictus X. Kort nadien verkozen kardinalen verzameld in Siena Godfried van Bourgondië tot paus Nicolaas II. Dit gebeurde met keizerlijke steun. Nicolaas II verbond zich nog datzelfde jaar 1058 met de Normandiërs in Zuid-Italië met het Verdrag van Malfi. Deze alliantie was gericht tegen de erfgenamen van graaf Gregorius II van Tusculum en tegen de macht van het grafelijk Huis bij pausverkiezingen.